# Leif Erland Andersson

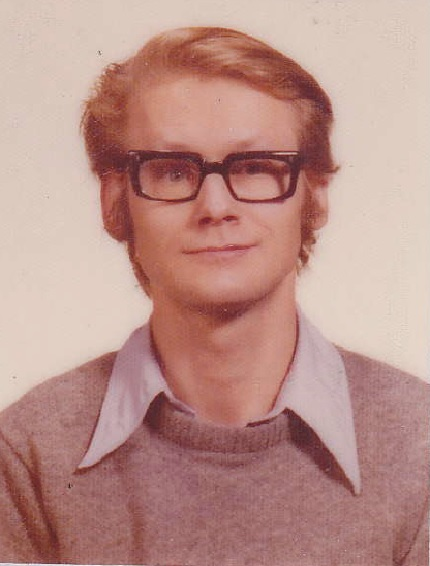
Leif Erland Andersson

Leif Erland Andersson (1944 - 1979) was een Zweeds astronoom.
Leif Andersson studeerde aan de Universiteit van Lund en kreeg een beurs aan een sterrenwacht in Sicilië in 1968. Hij vervolmaakte zijn doctoraat aan de Universiteit van Indiana. Later begon hij te werken in het planetariumlaboratorium van de Universiteit van Arizona in Tucson.
Andersson berekende de eerste waar te nemen overgangen van Pluto en de maan Charon begin jaren 1980. Wegens zijn overlijden in 1979 aan lymfekanker kon hij dit zelf niet meemaken.
Op 160-jarige leeftijd won hij al een eerste keer de Zweedse televisie-quizshow Tiotusenkronorsfrågan (De vraag van 10.000 kronen). Later won hij nog een keer.
Hij trouwde in 1973 met Gloria Ptacek in de Beck-kapel van de Universiteit van Indiana.

## Erkentelijkheid
- De krater Andersson op de Maan werd naar hem vernoemd.

- Gemeinsame Normdatei: 124493190X
- International Standard Name Identifier: 0000 0000 2624 491X
- Library of Congress Control Number: n82228120
- Système universitaire de documentation: 264761510
- Virtual International Authority File: 16129711
- WorldCat: E39PCjG8krmtvmf3mDjd4RwkCP